# 罗尔夫·约布斯特
罗尔夫·约布斯特（德語：Rolf Jobst，1951年3月31日—），德国男子赛艇运动员。他曾代表东德参加1972年夏季奥林匹克运动会赛艇比赛，获得男子四人单桨有舵手银牌。